# Ladomirová
Ladomirová es un municipio del distrito de Svidník en la región de Prešov, Eslovaquia, con una población estimada a final del año 2024 de 1064 habitantes.
Se encuentra ubicado en el centro-norte de la región, cerca del río Ondava (cuenca hidrográfica del río Tisza) y de la frontera con  Polonia.

## Demografía
| Año        | 1994 | 2004     | 2014     | 2024    |
| ---------- | ---- | -------- | -------- | ------- |
| Población  | 775  | 858      | 1016     | 1064    |
| Diferencia |      | +10,70 % | +18,41 % | +4,72 % |

| Año        | 2023 | 2024    |
| ---------- | ---- | ------- |
| Población  | 1061 | 1064    |
| Diferencia |      | +0,28 % |